# Fatimah Hashim
Tun Fatimah Hashim (* 25. Dezember 1924 in Kampung Parit Kurma, Muar, Johor; † 9. Januar 2010 in Kuala Lumpur) war eine malaysische Politikerin.

## Biografie
Nach dem Schulbesuch an der Sekolah Melayu Perempuan Mersing in Johor war sie als Lehrerin tätig.
Ihre politische Laufbahn begann sie 1947 mit dem Eintritt in die United Malays National Organisation (UMNO). Im September 1956 wurde sie Vorsitzende der UMNO Kaum Ibu-Bewegung, der heute Wanita UMNO genannten Frauenbewegung der Partei. Dieses Amt bekleidete sie bis Juni 1972.
Am 20. Mai 1969 wurde sie als Wohlfahrtsministerin die die Regierung von Premierminister Tunku Abdul Rahman berufen und bekleidete dieses Amt auch unter dessen Nachfolger Abdul Razak bis zum 1. März 1973. Sie war damit die erste Ministerin Malaysias. Ihr Ehemann Abdul Karim Abdul Kadir, ein früherer Generalstaatsanwalt, war zu dieser Zeit Justizminister und Minister für Nationale Entwicklung, so dass sie außerdem das erste Ehepaar in einer malaysischen Regierung waren.
Am 19. August 2009 wurde sie als eine von vier herausragenden Malaysiern mit dem Merdeka Award für Bildung und Gemeinwesen ausgezeichnet.